# Nowa Wieś (Pobołowice)
Nowa Wieś – część wsi Pobołowice w Polsce położona w województwie lubelskim, w powiecie chełmskim, w gminie Żmudź.
W latach 1975–1998 Nowa Wieś należała administracyjnie do województwa chełmskiego.